# Napoleon (film 2023)
Napoleon è un film del 2023 diretto e co-prodotto da Ridley Scott.
Il film narra le vicende di Napoleone Bonaparte, dalla sua rapida ascesa al potere fino alla sua caduta, passando per la storia d'amore con la moglie Giuseppina e le battaglie politiche e militari.

## Trama
Di seguito sono riportati anche gli eventi mostrati nella Director's Cut del film, assenti invece nella versione cinematografica.
Nel 1793, durante la Rivoluzione francese, il giovane ufficiale dell'esercito Napoleone Bonaparte assiste mentre la regina Maria Antonietta viene mandata alla ghigliottina. Più tardi quell'anno, il leader rivoluzionario Paul Barras affida a Napoleone il comando dell'assedio di Tolone; egli conquista con successo la città, respingendo le navi britanniche con l'artiglieria e meritando la promozione sul campo a generale di brigata. Dopo la caduta di Maximilien Robespierre e la fine del Regime del Terrore, i leader francesi, Napoleone incluso, cercano di ripristinare la stabilità. Sempre utilizzando l'artiglieria, egli reprime l'insurrezione realista del 13 vendemmiaio nel 1795.
Napoleone corteggia l'aristocratica vedova Giuseppina di Beauharnais, anch'essa profondamente segnata dai mesi di prigionia durante il Terrore. I due si sposano, ma, nonostante la loro vita erotica vigorosa, non hanno figli; inoltre, Giuseppina tradisce ripetutamente il marito mentre questi è lontano, impegnato nella conquista dell'Italia e nella campagna d'Egitto. Venuto a conoscenza delle infedeltà della moglie, Napoleone rientra in patria; nonostante sia costretto a comparire dinanzi ai membri del Direttorio con l'accusa di diserzione, si rende conto che essi sono troppo deboli per punirlo. Così, come parte di un trio, li rovescia in un colpo di Stato, proclamandosi Primo Console di Francia. 
Le principali potenze europee rimangono in armi contro la Francia e rifiutano le proposte di pace di Napoleone; ciò porta gli austriaci, in particolare, a subire una nuova, cocente sconfitta da parte del Primo Console a Marengo, nel 1800. In seguito a un attentato alla propria vita, Napoleone inasprisce le repressioni contro i realisti e il proprio governo sul paese, fino a farsi incoronare Imperatore dei francesi nel 1804. Durante la cerimonia, audacemente, prende la corona dalle mani del Papa e se la pone sul capo da solo.
Un anno dopo, Napoleone sconfigge le forze combinate di Austria e Russia nella battaglia di Austerlitz, sottomettendo definitivamente l'imperatore austriaco Francesco II, ma non lo zar Alessandro I. Tempo dopo, visti i continui insuccessi di Giuseppina nel concepire un figlio, la madre di Napoleone fa in modo che una sua amante resti incinta di lui, dimostrando così che l'imperatrice è sterile. Nel 1810 Napoleone la ripudia pubblicamente, ma i due rimangono in buoni rapporti e continuano a scambiarsi lettere. Napoleone sposa Maria Luisa d'Austria, che un anno dopo dà alla luce Napoleone II.
Nel 1812 Napoleone invade la Russia dopo che Alessandro viola un trattato di pace precedentemente siglato. Nonostante una resistenza guerrigliera sanguinosa e pesanti perdite francesi, prevale nella battaglia di Borodino, ma trova Mosca vuota e successivamente incendiata. La ritirata durante l'inverno costa all'imperatore circa mezzo milione di uomini. A seguito del disastro, la sesta coalizione costringe Napoleone all'abdicazione e all'esilio sull'isola d'Elba. Nel 1815, apprendendo che Giuseppina è malata, Napoleone trova la forza di fuggire dall'isola e di tornare al potere in Francia, grazie anche all'esercito che sceglie nuovamente di seguirlo e di costringere così alla fuga il re Luigi XVIII. Tuttavia Giuseppina, costretta alla reclusione al castello di Malmaison, muore prima che il marito la raggiunga.
Nella battaglia di Waterloo nel giugno dello stesso anno, Napoleone affronta l'esercito del duca di Wellington: le cariche della cavalleria francese sono respinte dai quadrati di fanteria britannica e le forze del maresciallo prussiano Blücher arrivano a rinforzare Wellington e a sconfiggere i francesi. Napoleone è esiliato, questa volta sull'isola di Sant'Elena, e si mostra consapevole del delirio di onnipotenza che lo ha rovinato, ma allo stesso tempo incapace di liberarsene. Muore nel 1821, mentre sente la voce di Giuseppina che lo chiama a sé. L'epilogo mostra che circa 3 milioni di persone sono morte nelle guerre da lui combattute.

## Produzione

### Sviluppo
(Il regista Ridley Scott a proposito del suo interesse per Napoleone)
Il 14 ottobre 2020, giorno della fine delle riprese di The Last Duel, Ridley Scott annuncia il suo film successivo, Kitbag, che lo vedrà ricoprire il ruolo di regista e produttore, su una sceneggiatura di David Scarpa, già sceneggiatore del film di Scott Tutti i soldi del mondo, con Joaquin Phoenix nei panni di Napoleone Bonaparte. Nel gennaio 2021, il progetto è passato da 20th Century Studios a Apple Studios.
La produzione è iniziata nel febbraio 2022. Stando alle parole di Ridley Scott, il film avrebbe contenuto sei grandi sequenze di battaglie principali.

### Casting
In un primo momento, per il ruolo di Giuseppina di Beauharnais era stata scelta l'attrice Jodie Comer, che aveva già lavorato con Ridley Scott in The Last Duel. È entrata in trattative per la parte nel marzo 2021, confermando il casting a settembre. Nel novembre 2021, Youssef Kerkour è entrato a far parte del cast. Il 4 gennaio 2022, Jodie Comer ha abbandonato il film e Vanessa Kirby è stata scelta come sua sostituta il giorno stesso. A febbraio, anche Tahar Rahim si aggiunge al cast.

### Riprese
Le riprese del film sono iniziate nel febbraio 2022 e si sono svolte principalmente in Inghilterra; tra le varie location, vi sono la cattedrale di Lincoln, usata come cattedrale di Notre-Dame, Stowe House, Blenheim Palace, West Wycombe Park, Petworth House e Boughton House. Nel maggio 2022, le riprese si sono spostate a Malta, dove il forte Ricasoli è stato usato per girare le scene dell'assedio di Tolone, la prima vittoria di Napoleone.

### Titolo
Inizialmente, il titolo del film doveva essere Kitbag, che deriva da un aforisma coniato dallo stesso Napoleone a proposito della giberna di un soldato; durante le riprese venne usato il titolo di lavorazione Marengo, in riferimento alla battaglia di Marengo che Napoleone ha combattuto il 14 giugno 1800. Il 18 gennaio 2022, il produttore Kevin J. Walsh ha dichiarato che il film era stato definitivamente intitolato Napoleon.

## Colonna sonora
La colonna sonora della pellicola è stata scritta e composta da Martin Phipps, alla sua prima collaborazione con Ridley Scott. È stata pubblicata dalla Milan Records il 24 novembre 2023, due giorni dopo l'uscita del film.

## Promozione
(Tagline del film)
Il primo trailer del film è stato diffuso, insieme al poster, il 10 luglio 2023.

## Distribuzione
Il film è stato distribuito nelle sale cinematografiche statunitensi a partire dal 22 novembre 2023 per poi essere distribuito su Apple TV+, mentre in Italia dal 23 novembre dello stesso anno.

### Director's cut
Nell'ottobre 2023 Ridley Scott ha annunciato che sarà distribuita su Apple TV+ una versione director's cut della durata di oltre 4 ore. Il 29 agosto 2024 la versione estesa del film viene resa disponibile su Apple TV+ con oltre 48 minuti di scene inedite. L'annuncio è stato dato dallo stesso regista con un breve video su Internet.

## Accoglienza

### Incassi
Il film ha incassato 61524375 $ in Nord America e 159870463 $ nel resto del mondo, per un totale di 221394838 $. In Italia ha incassato 7933694 € con 1068783 biglietti venduti.

### Critica
Sull'aggregatore di recensioni Rotten Tomatoes il film ha un indice di gradimento del 58% basato su 340 recensioni, con un voto medio di 6,2 su 10. Su Metacritic ottiene un punteggio di 64 su 100 basato su 62 recensioni.
La rivista Best Movie ha posizionato il film al ventiquattresimo posto dei migliori del 2023.
Il film è stato oggetto di critiche anche da parte di numerosi storici per la scarsa accuratezza delle vicende narrate e per l'immagine parziale e distorta che trasmette del protagonista, giudicata come non attendibile e basata su stereotipi smentiti da tempo con studi monografici.

## Riconoscimenti
- 2024 – Premio Oscar[40]
  - Candidatura per la migliore scenografia a Arthur Max ed Elli Griff
  - Candidatura per i migliori costumi a Janty Yates e Dave Crossman
  - Candidatura per i migliori effetti speciali a Charley Henley, Luc-Ewen Martin-Fenouillet, Simone Coco e Neil Corbould
- 2024 – Premio BAFTA[41]
  - Candidatura per il miglior film britannico
  - Candidatura per i migliori costumi a Dave Crossman e Janty Yates
  - Candidatura per il miglior trucco e acconciatura
  - Candidatura per i migliori effetti speciali
- 2024 – Critics' Choice Award[42]
  - Candidatura per i migliori costumi a Janty Yates e Dave Crossman
- 2024 – Satellite Award[43]
  - Candidatura per la migliore fotografia a Dariusz Wolski
  - Candidatura per il miglior suono
  - Candidatura per i migliori effetti visivi
  - Candidatura per la migliore scenografia a Arthur Max
  - Candidatura per i migliori costumi a Dave Crossman e Janty Yates

## Inesattezze storiche

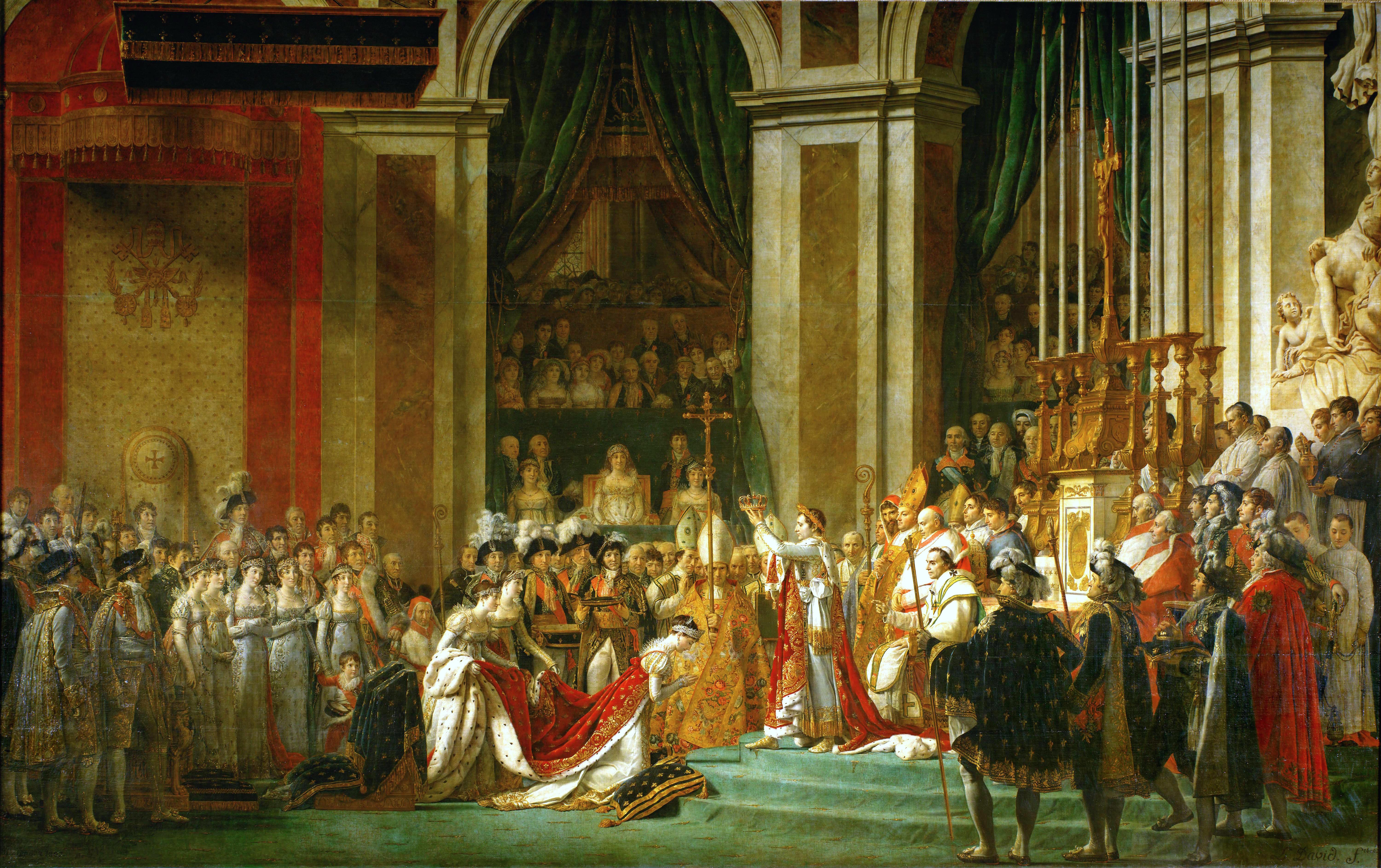
La scena dell'incoronazione nel film è stata raffigurata come nel famoso dipinto L'incoronazione di Napoleone di Jacques-Louis David

La pellicola è stata criticata da numerosi storici per le inesattezze proposte dal regista, tanto che l'esperto di storia militare di Sky News, Andrew Roberts, ha ironizzato sull'accuratezza di "soli 38 minuti sulle due ore e 38 di durata".
Per il regista Scott, il film non è da considerarsi biografico, ma una storia tra epica e melodramma, in cui voleva dare la sua "interpretazione del personaggio e di un lungo momento sociale e politico". A chi ha analizzato il suo film come un ritratto da manuale storico, Scott ha risposto di aver piuttosto "cercato l'essenza, le emozioni, le svolte umane e politiche" di Napoleone, non limitandosi alla "cronologia dei fatti", ma andando alle "radici dei rapporti personali dei personaggi", come del resto fa anche nei suoi altri film.

### Ghigliottina della Regina Maria Antonietta
All'interno della pellicola viene presentato il momento storico del ghigliottinamento di Maria Antonietta. Essa viene presentata come un'orgogliosa donna vestita di nero e con capelli scompigliati che, con portamento fiero, non mostrò alcuna debolezza dinanzi alla folla che la insultava e denigrava. La scena è oggetto di critiche in quanto è noto che alla Regina di Francia furono rasati i capelli e che venne fatta vestire di bianco, colore obbligatorio per le Regine vedove di Francia. Infine, la presenza di Napoleone è certamente irreale in quanto la Vedova Capeto (nome col quale era nota la Regina all'indomani della morte del marito) venne uccisa il dì 16 ottobre 1793, periodo in cui Napoleone era impegnato nell'assedio di Tolone.

### Battaglia delle piramidi
La pellicola mostra una scena sulla battaglia delle piramidi nella quale, secondo la reinterpretazione del regista, le truppe napoleoniche avrebbero aperto il fuoco sulle piramidi. Lo storico inglese Dan Snow ha commentato la scena asserendo: «Vediamo questo cannone da 12 libbre sparare alla massima elevazione. Può colpire la cima delle piramidi da dove si trovano i soldati? Ne dubito fortemente. E poi Napoleone non ha mai sparato alle piramidi e la battaglia delle piramidi non è stata combattuta alla base delle piramidi»; a quanto asserito dallo storico va inoltre aggiunto che Napoleone inserì fra le file della sua spedizione in Egitto anche una folta commissione scientifica e artistica per studiare la terra che stava per conquistare, una volontà di studio che esclude una apertura del fuoco contro un bene culturale di importanza così significativa.

### Differenza d'età fra Napoleone e Giuseppina
Numerosi storici hanno espresso critiche anche nei confronti della scelta degli attori. Vanessa Kirby (Giuseppina) risulta infatti avere 14 anni in meno di Joaquin Phoenix (Napoleone), mentre nella realtà storica Giuseppina aveva 6 anni in più rispetto all'Imperatore dei francesi.

### "È venuto dal nulla. Ha conquistato tutto"
Le anteprime della pellicola riportano spesso la frase "È venuto dal nulla. Ha conquistato tutto", anche questa una inesattezza storica. Napoleone era infatti figlio della famiglia Bonaparte, un nobile casato corso di origini toscane. Fu proprio questa sua aristocraticità a permettere al futuro Generale di studiare nell'Accademia militare e dargli poi la possibilità di scalare i vertici del potere. Risulta altresì inesatto il secondo periodo del motto prima citato, poiché Napoleone non ha "conquistato tutto" (ad esempio ha perso in Russia e non ha mai toccato suolo britannico) e ha anzi perduto ogni sua conquista in seguito alla sconfitta definitiva a Waterloo.

### La guida di Napoleone in battaglia e le sue doti di cavaliere
All'interno della pellicola Napoleone viene mostrato mentre si lancia all'assalto alla testa delle sue truppe. Seppur questa rappresentazione risultasse gradita alla propaganda napoleonica del tempo, gli storici concordano nell'asserire che Napoleone rimaneva in realtà nelle retrovie a guidare la battaglia con indicazioni tattiche e che solo raramente egli combatteva in prima persona. Diversamente da quanto mostrato nella pellicola, risulta inoltre che Napoleone, non avendo terminato gli studi militari, non fosse in realtà un buon cavaliere, e cavalcava razze di cavalli più piccoli (quali i barbi e gli arabi), poiché poteva montarli senza bisogno d'assistenza.

### Il lago ghiacciato nella scena sulla battaglia dei tre imperatori
Nella scena inerente alla nota battaglia dei tre imperatori, il regista rivisita il successo militare di Napoleone. In particolare, viene mostrato che gli eserciti della Russia e dell'Austria sarebbero annegati in un enorme lago ricoperto da una lastra di ghiaccio che essi stavano cavalcando e che i cannoni napoleonici avrebbero distrutto sparando dall'altura precedentemente conquistata. Anche tale rappresentazione risulta essere un falso storico in quanto il lago mostrato nella pellicola era in realtà un insieme di stagni e le truppe antinapoleoniche vennero sconfitte in quanto prese alla sprovvista dalla fanteria francese lanciata all'assalto in salita.

### Divorzio tra l'imperatrice e l'imperatore
Nella pellicola vengono mostrate ben due inesattezze circa tale evento. Anzitutto, Giuseppina era terrorizzata dall'idea di perdere il suo titolo nobiliare e risulta dunque assai improbabile che sia stata lei a proporre il divorzio. Inoltre, lo schiaffo che si vede nella scena della lettura degli atti di divorzio risulta essere un'aggiunta non prevista ideata sul momento dai due attori.

### Incontro tra Napoleone e il Duca di Wellington a Plymouth
L'incontro tra Napoleone e il Duca di Wellington, avvenuto, secondo la pellicola, a Plymouth all'indomani della disfatta di Waterloo, risulta non essere mai realmente avvenuto. Il momento di maggiore vicinanza fisica tra i due soggetti fu infatti sul campo di battaglia che decretò la disfatta dell'Imperatore dei francesi e, soprattutto, Napoleone non mise mai piede sul suolo britannico.